# Garda (Taramundi)
Garda (oficialmente y en asturiano: A Garda) es una aldea de la parroquia de Taramundi, concejo de Taramundi, en la comarca del Eo-Navia, Principado de Asturias, España.